# Aïn Témouchent
Aïn Témouchent (del francés ; en árabe عين تموشنت ʕAīn Temūšint) es una ciudad de Argelia. Es la capital de la provincia del mismo nombre, y está situada a unos 72 km al suroeeste de Orán, y a unos 63 km al oeste de Sidi Bel Abbes. Está asentada sobre un estrecho valle de lava basáltica muy fértil, en medio de viñedos y huertos.